# 청가뢰
청가뢰(학명: Lytta caraganae)는 가뢰과 청가뢰속에 속하는 곤충으로, 한국·일본·중국·시베리아·사할린 등 동아시아 전반에 분포한다. 몸은 감색 내지 초록색이며 길이는 약 2-4cm이다. 독극물이자 환각물질인 칸타리딘을 지니고 있고, 농작물을 갉아먹는 해충이기도 하며 다른 해충의 알을 포식하는 익충이기도 하다.